# Густаво Кулма
Густаво Кулма (на испански: Gustavo Culma) е колумбийски футболист. Изявява се еднакво успешно и по двете крила на атаката.

## Биография
Роден е в градчето Тумако, но още като дете семейството му се мести в град Ортигал. Има по-голям брат Джон Кулма, бивш футболист на Бней Сахнин, Макаби Хайфа и Брест, който е и негов мениджър.

## Състезателна кариера
На 15 януари 2016 г. Кулма преминава в състава на Литекс (Ловеч) като заместник на продадения Данило Асприля.
От 14 юни 2016 г. е футболист на ЦСКА.